# Moara de Piatră
Moara de Piatră è un comune della Moldavia situato nel distretto di Drochia di 1.659 abitanti al censimento del 2004